# 香叶基香叶基焦磷酸
香叶基香叶基焦磷酸（Geranylgeranyl pyrophosphate，簡稱GGPP），又名牻牛兒基牻牛兒基焦磷酸，是生物體在透過HMG-CoA還原酶途徑來生產萜烯類化合物（terpenes）和類萜化合物（terpenoids）的合成過程時所產生的中間體。在植物裡，它亦是類胡蘿蔔素（carotenoids）、赤黴素（gibberellins）、維生素E（tocopherols）和葉綠素生成的先導物。此外，它亦是香葉基香葉醇化蛋白的先導物。香葉基香葉基焦磷酸也是膽固醇合成中的中間體之一。
在果蝇中，香叶基香叶基焦磷酸是由Columbus基因编码的HMG-CoA合成的。香叶醇焦磷酸被用作一种化学诱导剂，用于迁移穿过中肠上皮的生殖细胞。引诱信号是在性腺前体产生的，将生殖细胞引导到这些位点，在那里它们将分化为卵子和精子(精子)。

## 相關化合物
- 香葉基香葉醇（Geranylgeraniol）
- 香葉基焦磷酸（Geranyl pyrophosphate）
- 法尼基焦磷酸（Farnesyl pyrophosphate）